# 알테 피나코테크

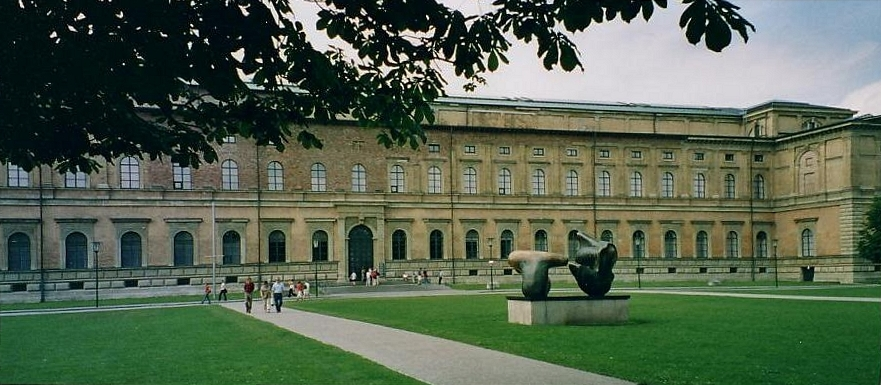
알테 피나코테크

알테 피나코테크(Alte Pinakothek)는 독일 뮌헨에 있는 미술관이다. 건물은 1836년 완성되었다. 그 콜렉션은 특히 고(古) 독일 회화에 관한 한 질·양 함께 세계 최고의 내용을 자랑하고 있다. 레오나르도 다 빈치의 〈카네이션의 성모〉 뒤러의 1500년 작인 〈자화상〉, 〈4명의 사도〉 알트도르퍼의 〈잇소스의 전쟁〉 등은 그들 중에서도 특히 유명한 것인데 독일 화가 이외에도 라파엘로, 푸생, 렘브란트, 특히 루벤스 등의 명작을 수장하고 있다.